# Вионвил
Вионвѝл (на френски: Vionville) е село във Франция, департамент Мозел и регион Гранд Ест.

## География
Вионвил се намира на километър западно от Мец и в близост до Вьорт. Той има надморска височина между 240 и 370 м (средно 291 м надм. вис.). Площта е 9,65 km², при население от 184 души (по приблизителна оценка от януари 2016 г.).

## История
Това място е известно с битката, която се води тук по време на Френско-пруската война на 16 август 1870. До 1918 г. територията на Вионвил влиза в Германската империя.

## Население по години
| 1910 | 1962 | 1968 | 1975 | 1982 | 1990 | 1999 | 2004 | 2007 | 2016 |
| ---- | ---- | ---- | ---- | ---- | ---- | ---- | ---- | ---- | ---- |
| 316  | 167  | 167  | 142  | 151  | 129  | 145  | 151  | 162  | 184  |